# ارین جاوچ
ارین جاوچ (به انگلیسی: Erin Jauch) ژیمناست زادهٔ ۲۴ اوت ۱۹۹۴ میلادی اهل کشور ایالات متحده آمریکا است.